# Shogakukan
Шогакукан (јап. 株式会社小学館, Kabushiki gaisha Shōgakukan) је јапанска издавачка кућа основана 1922. године која се понајвише бави продајом речника, књига, манги и ДВД-јева. Један је од највећих издавача у Јапану, и део је Хитоцубаши групе коју чине Шуеиша – издавачка кућа коју је Шогакукан основао – и Хакусенша – издавачка кућа коју је Шуеиша основала. Седиште компаније се налази у Хитоцубашију у Токију, у близини књижевног дистрикта Џимбочо.

## Манга такмичење
Почевши од 1955. године, Шогакукан сваке године спроводи Шогакуканову награду за манге у којој победник добија бронзану статуету и новчану награду од милион јена.

## Часописи

### Манга ревије

#### Мушке
Дечје манга ревије
- (1977— )
- (1981— )
- (2005— )

Шонен манга ревије
- (1959— )
- (1978— )
- (1979–1987) (угашено)
- (2009— )
- (1960–1974)

Сеинен манга ревије
- (1968— )
  -  (1972— )
  -  (1980— )
  -  (2009— )
  -  (1987— )
- (2003-2014) (угашено)
- (2000— )
- (1987–2008) (угашено)

#### Женске
Дечје манга ревије
- (2006— )

Шоџо манга ревије
- (1970— )
- (1996— )
- (2000–2010) (угашено)
- (1977— )
- (1968— ) — Име је децембра 2007. године промењено у Sho-Comi.

Џосеј манга ревије
- (2002— )
- (1977— )
- Rinka (2007–угашено)[3]

### Модни часописи
- (1982— )

## Аниме
Шогакукан ради аниме адаптације својих манги, углавном преко заједничке компаније Шогакукан-Шуеиша Продакшнс.

## Контроверза
Шогакукан је 15. фебруара 2018. године у мартовском издању CoroCoro Comic-а објавио шаљив стрип о Џингис-кану, у коме је лик дечака нацртао мушке полне органе на челу владара. Компанија је добила жалбе, те је Монголској амбасади послала извињене. Међутим, извињене није било довољно да умири Монголе у Јапану који сматрају Џингис-кана народним херојем. Дошло је до протеста, и многе књижаре су повукле стрип са полица. Марта исте године, Шогакукан је објавио још једно извињење и повукао стрип са тржишта. CoroCoro Comic је такође објавио извињење на свом сајту.